# 木村英子
木村 英子（きむら えいこ、1965年〈昭和40年〉5月11日 - ）は、日本の政治家。れいわ新選組所属の参議院議員(2期)、同党の副代表兼参議院国会対策副委員長兼参議院会長。
全都在宅障害者の保障を考える会代表、全国公的介護保障要求者組合書記長、自立ステーションつばさ事務局長。
生後8カ月の時、歩行器ごと自宅玄関に転げ落ち、頸椎（けいつい）を損傷したことにより、重度の身体障害を持つ。脊椎損傷と診断され、移動手段の電動車椅子を操作する右手以外、体はほとんど動かない。

## 経歴
1965年（昭和40年）、神奈川県横浜市で生まれる。生後8か月の時、歩行器ごと玄関から落下、頸椎を損傷し、重度の身体障害を負う。
1972年、「ゆうかり園」に入所。施設に付属した養護学校に通学。
1984年、神奈川県立平塚養護学校高等部を卒業する。
家族による介護、施設での生活を拒否し、19歳で東京都国立市において自立生活を始める。
1994年（平成6年）、東京都多摩市において「自立ステーションつばさ」を設立。
障害者運動、自立支援に携わる。
2019年（令和元年）7月21日執行の第25回参議院議員通常選挙において、山本太郎が結党したれいわ新選組公認で比例区特定枠2位で立候補。れいわ新選組が比例区で2議席を獲得したため、初当選を果たした。
木村に加えて、同時期に常時車椅子の使用が必要とする舩後靖彦（筋萎縮性側索硬化症 (ALS) により常時の介助が必要）、横澤高徳（同様に脊髄の損傷で身体障害を持つ）が議員に当選したことに伴い、議場内のバリアフリー化が遅れていた参議院でも対策が図られ、登壇の際のスロープの設置のほか、特に重度の身体障がいを持つ舩後と木村に関しては円滑な議員活動を行うために、議院運営委員会での申し合わせ事項により「議員活動を補佐するため、介助者の議場への帯同について議長に申請の上で許可」され「介助者が議員活動を補佐する活動の詳細内容」「意思疎通のためのノートパソコン等の電子機器の使用」「医療上の必要性から（参議院規則第209条を除外し）帽子、外套、襟巻等の着用を許可し、上着、ネクタイの着用も求めない」ことなど慣例に沿わない形での配慮が行われた。この内容に関しては参議院先例録に収録されている。
参議院議員として、国土交通委員会、国家基本政策委員会に所属（令和2年5月10日現在）。
2020年8月22日の党総会において、舩後と共にれいわ新選組の副代表に就任（任期は令和4年12月まで）。
2025年6月17日、第27回参議院議員通常選挙に比例区から特定枠を使わずに立候補することが発表された。同年7月20日の投開票の結果、れいわ新選組が3議席を確保し、木村も党内最多となる127,653票を獲得して特定枠の伊勢崎賢治に次ぐ当選順位2位となったため、再選した。

## 書籍

### 書籍（共著）
- 今日ですべてが終わる　今日ですべてが始まるさ（自立ステーションつばさ 自分史集）（2003/5）[9][10]自立ステーションつばさ
- 生きている! 殺すな―やまゆり園事件の起きる時代に生きる障害者たち （2017/10/20、ISBN 978-4865380644）[10]山吹書店
  - 優生思想にもとづいたやまゆり園事件の起きる時代への対抗として、障害のある人たちや親、支援者の21人が、困難と向き合いいきいきと生活する姿を自ら描いた本

### 書籍（掲載）
- #あなたを幸せにしたいんだ 山本太郎とれいわ新選組（2019/12/13、ISBN 978-4087808940）集英社 著：山本太郎
  - 木村英子 ベストスピーチ・インタビュー「障害児と健常児を分ける教育は、差別を簡単に生み出します」
  - 「今の日本が抱える課題の当事者」として参院選に立候補した“れいわメンバー”全員のベストスピーチとロングインタビューを収録。彼らの戦いはこれからが本番だ。この一冊で“れいわ旋風”のすべてがわかる!
- れいわ一揆 製作ノート（ 2020/8/31[11]、ISBN 978-4774407265）皓星社　著：原一男＋風狂映画舎
  - れいわ新選組　オリジナルメンバーインタビュー（木村英子）

### 雑誌
- まるごと山本太郎 れいわ新選組 (週刊金曜日 2019年11/28臨時増刊号)（2019/11/28、ASIN B07Z75PQ8K）[12]週刊金曜日
  - 木村英子、舩後靖彦両参議院議員が初登院　メディアの心のバリアフリーが必要だ　薄井崇友
  - “いのち”でつながるために（上）（下）　木村英子×若松英輔

## メディア出演

### ラジオ
- 「荻上チキ・Session-22」 特集「重度障害者の「れいわ新選組」・木村英子議員、舩後靖彦議員に聞く」（2019年8月14日（水）22時～放送、TBSラジオ）[13]
  - Web掲載記事（【インタビュー全文字起こし＆音声配信】特集「重度障害者の「れいわ新選組」・木村英子議員、舩後靖彦議員に聞く」▼2019年8月14日（水）放送分）

## Web記事
- 参議院議員、木村英子さんへのインタビュー連載（BuzzFeed News、2020年2月）
  - 「U被告のような人が生まれても不思議ではない世の中」重度障害のある参議院議員が経験してきたこと[14]（2020年2月20日）
    - 重度障害がある参議院議員、木村英子さんへのインタビュー連載第1弾。相模原事件が今の世の中で起きたことは不思議ではないという木村さんに、ご自身が経験してきた施設での生活などについて伺いました。

  - 障害者が地域で生きられない社会 親は泣きながら「施設に入ってくれ」と言った（2020年2月21日）
    - インタビュー第2弾は、施設が嫌で家出をし、地域で自立生活を送るようになったこれまでの歩みを振り返ります。

  - 私が国会議員になった理由 　「どんなに重い障害があっても生きる価値を見い出せる社会を」（2020年2月22日）
    - インタビュー第3弾は、様々な社会の壁に立ち向かってきた木村さんが国会議員になった理由について伺います。
- れいわ新選組 参議院議員 木村英子さんの「愛とおかずがたっぷりのお弁当」（NHK政治マガジン、2020年2月25日）
- 障害ある子生まれ「おめでとう」と言えますか　木村議員（朝日新聞、2020年3月15日）
- 「殺されたのは私だったかも」という政治家。U被告の”死刑判決”の意味[14]（BuzzFeed、2020年3月16日）

## 選挙歴
| 当落 | 選挙                     | 執行日         | 年齢 | 選挙区       | 政党         | 得票数     | 得票率 | 定数 | 得票順位 /候補者数 | 政党内比例順位 /政党当選者数 |
| ---- | ------------------------ | -------------- | ---- | ------------ | ------------ | ---------- | ------ | ---- | ------------------ | ---------------------------- |
| 当   | 第25回参議院議員通常選挙 | 2019年07月21日 | 54   | 参議院比例区 | れいわ新選組 | ーー票     | ーー   | 50   | 2/9                | 2/2                          |
| 当   | 第27回参議院議員通常選挙 | 2025年07月20日 | 60   | 参議院比例区 | れいわ新選組 | 12万7653票 | ーー   | 50   | 2/12               | 2/3                          |